# 熊谷元一

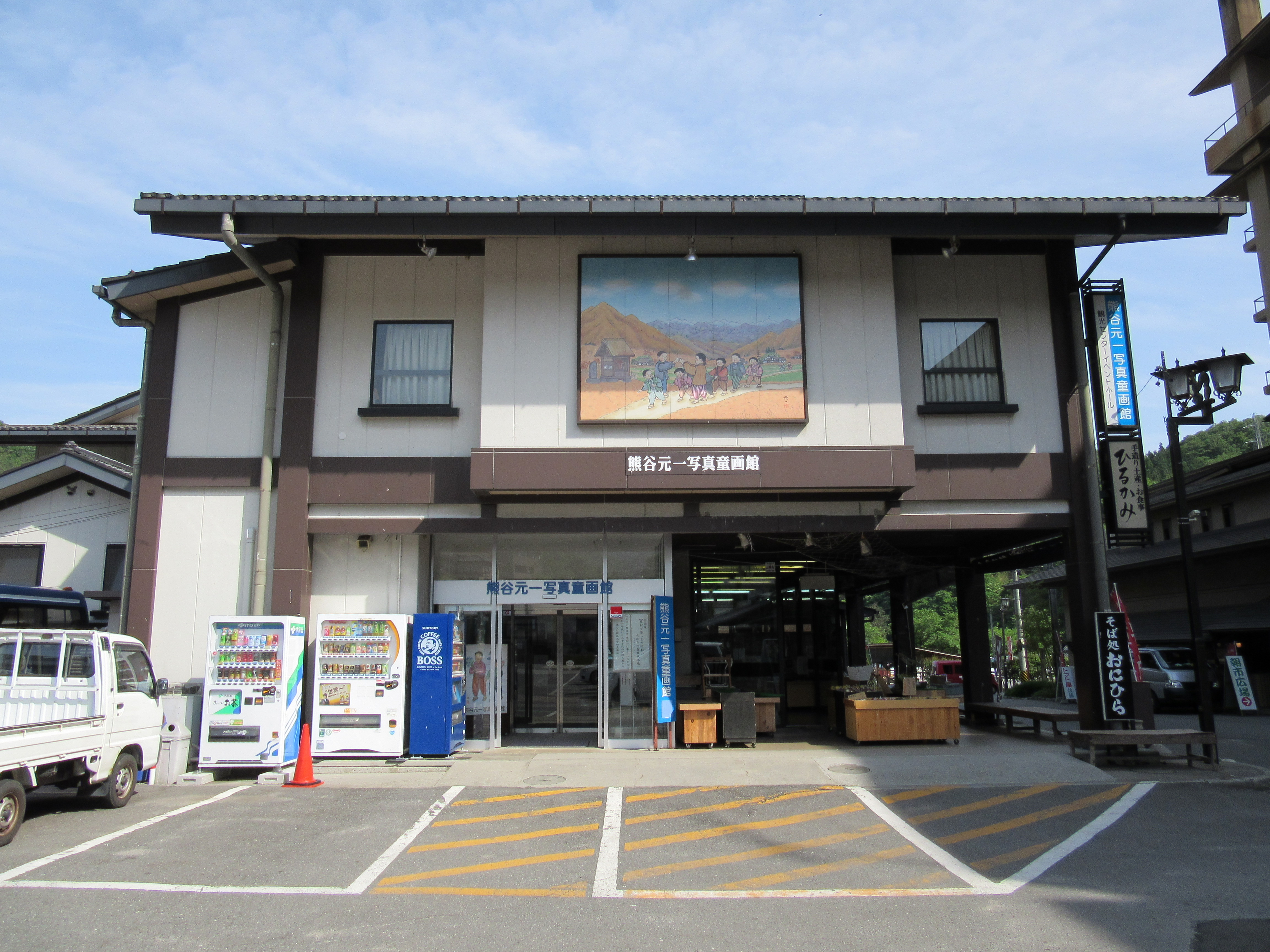
熊谷元一写真童画館

熊谷 元一（くまがい もといち、1909年7月12日 - 2010年11月6日）は、日本の写真家、童画家。

## 生涯
長野県下伊那郡会地村（現在の阿智村）に生まれる。旧制飯田中学（長野県飯田高等学校）卒業後、小学校教員の傍ら、童画を書いていたが、1933年の思想弾圧事件二・四事件で検挙される。1936年から武井武雄のすすめで子供（自身の生徒たち）などの写真撮影を開始。まだ20代であった1938年に刊行した写真集『会地村: 一農村の写真記録』が高い評価を受ける。（下記「主要な写真集」を参照）（小学校教員を務めていたのは1966年まで）
戦前戦後を通じて写真撮影を続け、1955年には、『一年生 ある小学教師の記録』（岩波書店）により、第1回毎日写真賞を受賞した。童画家としての活動も並行して継続し、絵本や画集の刊行も行った。写真家としては、一貫して農村の姿、特に子供の姿を撮影し続けた。
1994年には、地域文化功労者として文部大臣の表彰を受けた。同年『熊谷元一写真全集』にて第48回毎日出版文化賞特別賞を受賞。
2006年産経児童出版文化賞ニッポン放送賞受賞。2010年11月6日101歳で死去。
なお、長男の熊谷博人（ひろと）はブックデザイナーである。

## 熊谷元一写真童画館
熊谷元一の出身地である阿智村は、1988年に「ふるさと童画写真館」を建設し（のち「熊谷元一写真童画館」に改称）、熊谷元一本人から寄贈を受けた写真作品（約50000点）の紹介を行っている。（下記外部リンクを参照）

## 熊谷元一写真賞コンクール
上記熊谷元一写真童画館（阿智村）では、1998年に「熊谷元一写真賞コンクール」を設け、現在まで毎年受賞者を出している。（下記外部リンクを参照）

## 主要な写真集
- 会地村: 一農村の写真記録（朝日新聞社、1938年）（1985年に熊谷元一写真保存会から復刻版が刊行されている）
- 熊谷元一写真全集全四巻（第1巻 戦前編、第2巻 戦後編 1、第3巻 戦後編 2、第4巻 伊那谷の祭り）（郷土出版社、1994年）（第48回毎日出版文化賞特別賞受賞）
- 写しつづけて69年 会地村‐阿智村 昭和・平成（熊谷元一写真童画館、2003年）

## 註
1. ↑  南信州新聞